# Râul Bucoșnița
Râul Bucoșnița este un curs de apă afluent al râului Timiș.

## Hărți
- Harta Județului Caraș-Severin
- Harta Munții Semenic  Arhivat în 4 martie 2016, la Wayback Machine.